# امیرعباس ربیعی
امیرعباس ربیعی کارگردان و نویسنده ایرانی است. او فیلم‌های سینمایی لباس شخصی، ضد و احمد را کارگردانی کرده‌است.

## فیلم‌شناسی
| سال  | فیلم      | نویسنده | کارگردان | توضیحات | منبع  |
| ---- | --------- | ------- | -------- | ------- | ----- |
| ۱۳۹۸ | لباس شخصی | آری     | آری      |         |       |
| ۱۴۰۰ | ضد        |         | آری      |         | [ ۳ ] |
| ۱۴۰۲ | احمد      | آری     | آری      |         | [ ۴ ] |

## جوایز
| سال  | جشنواره                      | بخش                 | اثر       | نتیجه    | جایزه        | منبع  |
| ---- | ---------------------------- | ------------------- | --------- | -------- | ------------ | ----- |
| ۱۳۹۸ | سی و هشتمین جشنواره فیلم فجر | بهترین کارگردان اول | لباس شخصی | نامزدشده | سیمرغ بلورین | [ ۵ ] |
| ۱۳۹۸ | نهمین جایزه سینمایی ققنوس    | فیلم برگزیده        | لباس شخصی | نامزدشده | تندیس ققنوس  | [ ۶ ] |